# Kali Bein
La Kali Bein (pendjabi ਕਾਲੀ ਬੇਈ) est une rivière du Pendjab située dans le bassin versant de l’Indus. Après un parcours de 160 km, elle se jette dans une autre rivière, la Beas.
Au cours des années 2000, elle fait l'objet d'un nettoyage citoyen de grande ampleur qui permet de lui redonner un aspect naturel qui avait été perdu à force de pollution.

## Étymologie
L'adjectif « kali » (काला, « noire ») qualifie la couleur des eaux de la rivière, due à une forte teneur minérale.

## Cours
La rivière mesure 99 miles ou 159 kilomètres de longueur.
La rivière, qui prend sa source près de Hoshiarpur, traverse ensuite Kapurthala puis Sultanpur Lodhi (en) ; juste en aval de cette dernière ville, elle se jette dans la Beas peu avant le confluent de cette dernière dans le Sutlej.

## Histoire

### Moyen Âge
Les traditions sikhes racontent que c'est dans la Kali Bein que venait régulièrement se baigner Guru Nanak, le fondateur du sikhisme. La première mention de ce fait est recensée au XVIe siècle dans l'Ain-i-Akbari (en), troisième volume de l'Akbarnama (en). Lors d'un bain dans la rivière, toute trace du fondateur fut perdue, en 1496 ; après trois jours de recherches, il fut retrouvé en train de méditer sur un banc de sable.

### Pollution et nettoyage auXXIesiècle

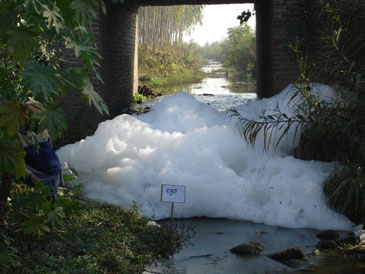
Accumulation de mousse sur le cours de la Kali Bein, avant le nettoyage.

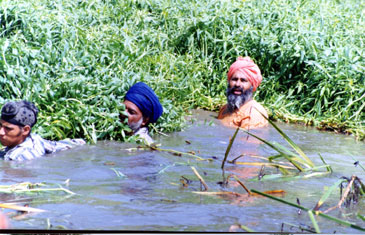
Nettoyage de la rivière par les volontaires.

À la fin du XXe siècle, le cours d'eau est devenu un égout à ciel ouvert, recevant les eaux usées non traitées de six villes et quarante villages. À partir de l'an 2000, Balbir Singh Seechewal (en), dit « Eco Baba », rassemble autour de lui environ deux cents volontaires et commence la tâche de nettoyage à la main de la rivière, selon la pratique du Kar Seva. Le cours d'eau est d'abord nettoyé des ordures qui l’encombrent, puis des plantes envahissantes qui se sont installées là à cause de l'eutrophisation, enfin de la vase accumulée ; le collectif, rassemblant des villageois d'une vingtaine de villages différents, construit également des berges et des chemins longeant le cours d'eau. Des arbres sont plantés pour consolider ces berges et la pêche est provisoirement interdite pour favoriser un repeuplement,.
Dans les années 2010, toutefois, la pollution est de retour à plusieurs reprises, notamment en avril 2013 et avril 2015. En 2013, des centaines de milliers de poissons meurent et doivent être retirés du lit de la rivière. Les causes en sont doubles. L'usine d'épuration de Kapurthala est pointée du doigt pour ses rejets toxiques. L'ingénieur responsable de cette usine, V. K. Gupta, affirme pour sa part que les rejets sont sans danger depuis le 9 avril, mais ne se prononce pas sur les rejets antérieurs. D'autre part, le bas niveau général de la rivière crée un reflux des eaux polluées du Sutlej jusque dans la Kali Bein. En 2015, c'est l'apport d'eau depuis le canal Mukerian Hydel qui est très faible à cette période de saison sèche, et ne compense pas la faible teneur en oxygène de l'eau. Un lâcher d'eau effectué le 8 avril corrige cette carence, mais après le décès de nombreux poissons.